# إينا إيفانوفا
إينا إيفانوفا (بالإنجليزية: Ina Ivanova)‏ هي عارضة نيوزيلندية، ولدت في 26 يونيو 1986 في فارنا في بلغاريا.